# 크리스천 사이언스

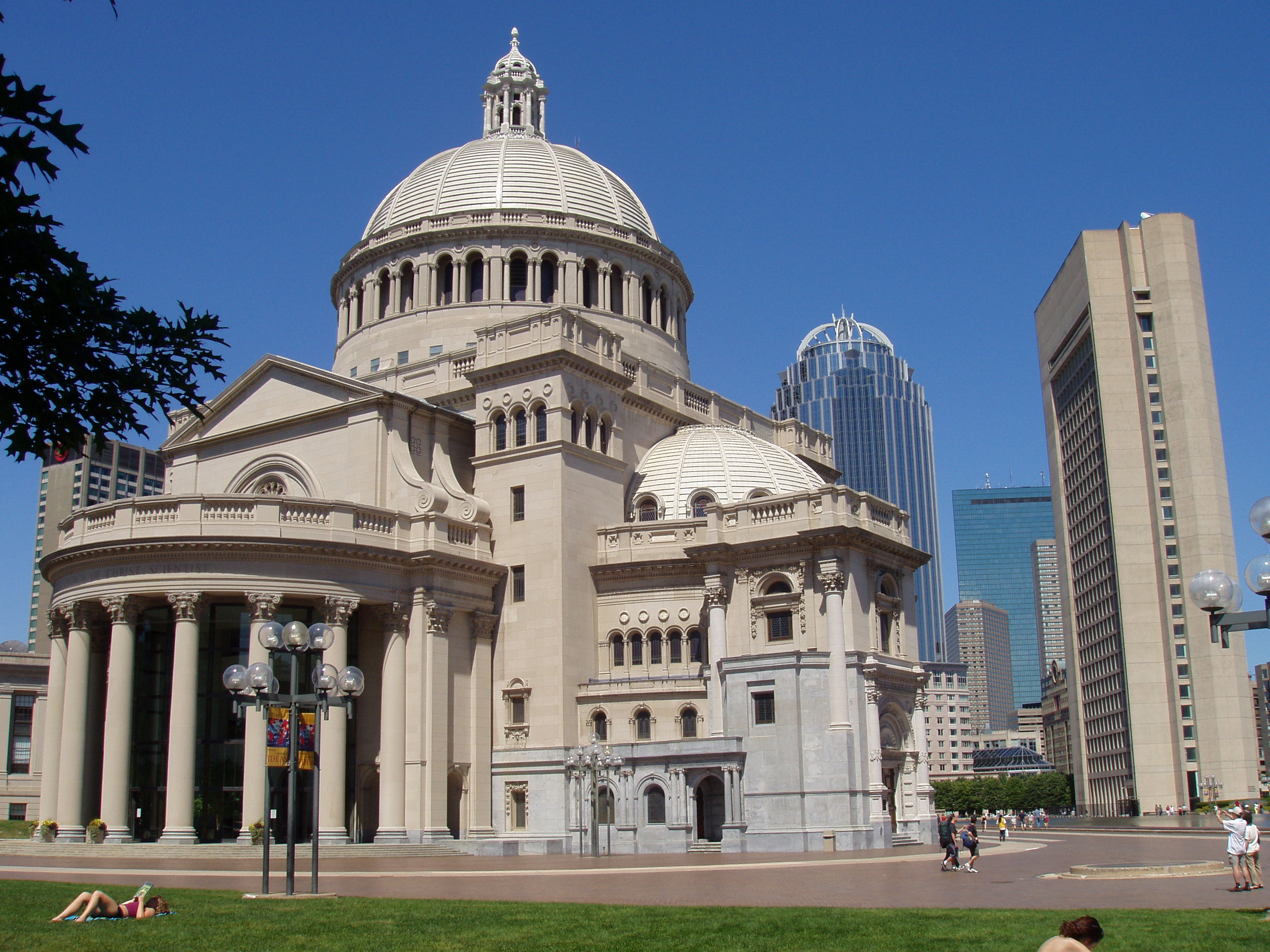
보스턴에 있는 크리스천 사이언스 교회

크리스천 사이언스(Christian Science)는 1879년 메리 베이커 에디에 의해 미국 매사추세츠주 보스턴에 설립된 기독교 계통의 신흥 종교이다. 신사상 운동(新思想運動)의 일파로 취급되기도 한다.
에디 여사는 신약성서에 등장하는 예수의 병고침 이야기를 읽은 뒤, 이전의 사고에서 얻은 후유증이 쾌유(快癒)되는 경험을 했다고 한다. 이러한 경험에서 에디 여사는 《과학과 건강》(Science and Health, 1875)이라는 책을 썼다. '크리스천 사이언스'는 이 책에서 처음 나타나는데, 이 책은 성서와 더불어 크리스천 사이언스의 중요한 경전이다. 1879년에 에디 여사는 매사추세츠주 보스턴에 크리스천 사이언스의 첫 교회를 세운다.
크리스천 사이언스의 인기가 절정이던 1936년의 미국 국세조사(國勢調査)에서는 미국에 27만 명의 신자가 있는 것으로 조사되었다. 2010년대 초반인 현재, 크리스천 사이언스의 신자는 전 세계에 10만~40만 정도가 있는 것으로 추정된다. 에디 여사는 크리스천 사이언스가 그 교인 수에 연연하는 것을 피하고 싶어했다.
《크리스천 사이언스 모니터》지를 1908년부터 발행하고 있다. 이 신문은 1950년부터 2002년 사이 퓰리처 상을 8회 수상했다.

## 같이 보기
- 신흥 종교